# Cheiracanthium seidlitzi
Cheiracanthium seidlitzi är en spindelart som beskrevs av Ludwig Carl Christian Koch 1864. Cheiracanthium seidlitzi ingår i släktet Cheiracanthium och familjen sporrspindlar. Inga underarter finns listade i Catalogue of Life.